# James William Ronald Macleay
Sir James William Ronald Macleay, GCMG (* 9. Juli 1870; † 1943) war ein britischer Diplomat.

## Leben und Tätigkeit
James William Ronald Macleay wurde am 9. Juli 1870 als einziger Sohn von Alexander Caldcleugh Macleay und Mabel Anderson geboren. Er hatte eine ältere Schwester names Lina Macleay. Macleay besuchte die Charterhouse School und von 1889 bis 1892 das Balliol College in Oxford, woraufhin er in den diplomatischen Dienst ging.
Als Diplomat diente er 1895 als Attaché in Washington, 1897 in Kopenhagen, 1898 in Brüssel und 1901 in Madrid. Macleay heiratete 1901 Evelyn Emily Peel und hatte mit ihr ein Kind. Er war 1905 als Chargé d’Affaires in Konstantinopel tätig, diente vom Juli bis September 1907 in Belgrad und von Oktober 1907 bis Dezember 1909 in Mexiko-Stadt. Im Jahr 1910 wechselte er ins Außenministerium und war dort von 1911 bis 1914 als Konsulatssekretär in Belgien tätig und diente dort zeitweilig auch als Chargé d'Affaires. Macleay wurde im Jahr 1918 Companion des Order of St. Michael and St. George, wo er 1922 den Rang des Knight Commander erlangte. Während seiner Amtszeit in Brüssel spielte Macleay eine aktive Rolle in den schwierigen Beziehungen zwischen Großbritannien und Belgien in dieser Zeit. Diese Schwierigkeiten rührten von der Auflösung des Kongo-Freistaats und dessen Übernahme durch das belgische Parlament her. Großbritannien hatte zwar in Folge der Kongogräuel die Aufgabe des Kongo von König Leopold II. gefordert, war aber unzufrieden mit der Entscheidung von Brüssel, ihre neue Kolonie nicht direkt für den Freihandel zu öffnen. Aufgrund der großen wirtschaftlichen Bedeutung des Kongo für Großbritannien veranlasste dies die Regierung in London dazu, die belgische Übernahme des Kongo vorerst nicht anzuerkennen. Allerdings blieb sich Großbritannien über die enorme militärische und politische Bedeutung Belgiens, im Falle eines Krieges mit Deutschland, bewusst. Aufgrund Großbritanniens Haltung in der Kongofrage wurde Belgiens Vertrauen in mögliche britische Unterstützung im Kriegsfall erschüttert, was einige belgische Politiker zu einer Annäherung an Deutschland veranlasste. Dabei entstand sogar das Gerücht über ein geheimes Abkommen zwischen den beiden Ländern, das Deutschland im Falle eines Krieges mit Frankreich militärischen Zugang gewährte. Ronald Macleay befragte daraufhin den belgischen Außenminister Julien Davignon, der ihm versicherte, dass Belgien sich weiterhin an das Londoner Protokoll von 1839 halten würde. Besonders in Folge der Zweiten Marokkokrise blieb Großbritanniens Sorge über die militärische Situation in Belgien jedoch weiterhin groß, was die Regierung in London schließlich dazu veranlasste, die belgische Übernahme des Kongo am 27. Juni 1913 anzuerkennen, um somit belgischen Widerstand gegen eine deutsche Invasion zu garantieren.
Am 1. Januar 1920 wurde er zum Gesandten in Argentinien und Paraguay ernannt. Von 1922 bis 20. Dezember 1926 war er Gesandter in China und wurde dort von Sir Miles W. Lampson abgelöst. In dieser Position wurde er am 29. November 1924 von Sir Reginald Fleming Johnston aufgesucht. Dieser ersuchte den Gesandten um eine Unterbringung des ehemaligen Kaisers Puyi, nachdem dieser aus der Verbotenen Stadt vertrieben wurde. Macleay lehnte die Bitte jedoch ab und begründete seine Entscheidung damit, dass er nicht über genügend Platz in der Gesandtschaft verfüge, um den ehemaligen Kaiser und dessen Gefolge aufzunehmen. Dennoch setzte er sich, scheinbar auf Wunsch der britischen Königsfamilie, für die Sicherheit des ehemaligen Kaisers ein. Außerdem nahm er 1925 als Repräsentant Großbritanniens an der Konferenz zu chinesischen Zolltarifen teil. Während seiner Amtszeit versuchte Macleay aktiv die instabile politische Situation in China zu beeinflussen. Die Machtkämpfe zwischen der republikanischen Regierung von Sun Yat-sen und den zahlreichen Generälen hatten ihren Höhepunkt mit dem zweiten Zhili-Fengtian-Krieg, welcher zu Gunsten von Zhang Zoulins Fengtian Clique endete. Da Ronald Macleay in seiner Zeit Zhang Zoulin und die herrschenden Generäle in Bejing als Partner bevorzugte, änderte sich mit dessen Nachfolger Miles Lampson die britische Haltung in China, da dieser die Kuomintang-Regierung im Süden Chinas den Generälen vorzog.
Von 1927 bis 1930 war Macleay Gesandter in Prag und löste dort den bisherigen Gesandten George Clerk ab. Während Macleays Amtszeit in Prag lag das britische Interesse in der Tschechoslowakei vor allem in dessen Beziehungen mit Deutschland und damit auch der Status der deutschen Minderheit im Sudetenland. Anders als sein Nachfolger Joseph Addison, bewertete Ronald Macleay den Status der Demokratie und der Minderheiten in der Tschechoslowakei generell als positiv. Aufgrund seiner geringen Erfahrung in Zentraleuropa, wird Macleays Versetzung nach Prag heute stellenweise als Beweis für das geringe Interesse Großbritanniens an der Tschechoslowakei gesehen. Im Jahr 1932 wurde Macleay zum Knight Grand Cross des Order of St. Michael and St. George.
Am 9. Juni 1930 trat er als Nachfolger von Sir Malcolm Robertson erneut das Amt des Gesandten in Buenos Aires an und behielt dieses bis 1933. Großbritanniens Interessen in Argentinien waren zu dieser Zeit überwiegend wirtschaftlicher Natur. Aufgrund der britischen Dominanz über die argentinische Wirtschaft wurde das südamerikanische Land vor dem Ersten Weltkrieg häufig zum informellen Reich Großbritanniens gezählt. In den Jahren nach dem Ersten Weltkrieg änderten sich jedoch die wirtschaftlichen Beziehungen zwischen den beiden Ländern aufgrund verschiedener Faktoren, wie argentinischer Nationalismus und die fortschreitende Industrialisierung Argentiniens. Ein weiterer bedeutender Faktor war die erhöhte Konkurrenz, mit der sich Großbritannien in den späten 1920er Jahren beim Handel mit Argentinien konfrontiert sah. Deutschland und besonders die USA drangen zunehmend auf den argentinischen Markt und untergruben dort das bisherige Monopol Großbritanniens. Zugute kam London in dieser Zeit eine generelle Besorgnis Argentiniens über den wachsenden wirtschaftlichen Einfluss der USA. Sowohl die argentinische Öffentlichkeit, als auch Präsident Yrigoyen bevorzugten eindeutig die britische Einflussnahme, anstelle der amerikanischen, was Großbritannien erlaubte bis Ende der 1920er Jahre ihre Interessen in Argentinien weitestgehend zu schützen. Mit den 1930er Jahren und nationalistischen Bestrebungen in der argentinischen Wirtschaft änderte sich die kooperative Einstellung Argentiniens, das in den Augen der Briten immer stärker auf Protektionismus setzte. Ronald Macleay machte während seiner Zeit in Buenos Aires besonders die Einseitigkeit früherer Abkommen für diese Haltung verantwortlich. Da Argentinien jedoch von Großbritannien als Abnehmer für dessen Fleisch- und Agrarprodukte abhängig war, richtete es sich weiterhin nach London aus, was sich im umstrittenen Roca-Runciman Abkommen von 1933 widerspiegelte.